# Starless and Bible Black
Starless and Bible Black es el sexto álbum de estudio de la banda inglesa de rock progresivo King Crimson, publicado en 1974. 
La mayoría de las letras del álbum se burlan y quejan del materialismo de la sociedad actual. Varias de las canciones, excepto las dos primeras, fueron grabadas en directo en Glasgow, Zürich y Ámsterdam eliminando los aplausos posteriores al incluirlas en el álbum. 
El concierto de esta última ciudad fue publicado en 1998 como The Night Watch.
La banda japonesa Acid Mothers Temple publicó un álbum llamado Starless and Bible Black Sabbath en honor a este álbum y a Black Sabbath.

## Lista de canciones
| Lado A |                      |                                                 |          |  |
| N.º    | Título               | Escritor(es)                                    | Duración |  |
| 1.     | «The Great Deceiver» | John Wetton, Robert Fripp, Richard Palmer-James | 4:02     |  |
| 2.     | «Lament»             | Fripp, Wetton, Palmer-James                     | 4:00     |  |
| 3.     | «We'll Let You Know» | David Cross, Fripp, Wetton, Bill Bruford        | 3:46     |  |
| 4.     | «The Night Watch»    | Fripp, Wetton, Palmer-James                     | 4:37     |  |
| 5.     | «Trio»               | Cross, Fripp, Wetton, Bruford                   | 5:41     |  |
| 6.     | «The Mincer»         | Cross, Fripp, Wetton, Bruford, Palmer-James     | 4:10     |  |

| Lado B |                            |                               |          |  |
| N.º    | Título                     | Escritor(es)                  | Duración |  |
| 1.     | «Starless and Bible Black» | Cross, Fripp, Wetton, Bruford | 9:11     |  |
| 2.     | «Fracture»                 | Fripp                         | 11:14    |  |

## Personal

### King Crimson
- Robert Fripp: guitarra, mellotron, piano eléctrico y armonio
- John Wetton: bajo y voz; guitarra adicional en "The Great Deceiver"
- Bill Bruford: batería y percusión
- David Cross: violín, viola, mellotron y piano eléctrico

### Otros
- Richard Palmer-James: letras